# Samacá
Samacá là một khu tự quản thuộc tỉnh Boyacá, Colombia. Thủ phủ của khu tự quản Samacá đóng tại Samacá Khu tự quản Samacá có diện tích ki lô mét vuông. Đến thời điểm ngày 28 tháng 5 năm 2005, khu tự quản Samacá có dân số 12419 người.